# Skellefteå landskommun
Skellefteå landskommun var en tidigare kommun i Västerbottens län.

## Administrativ historik
När 1862 års kommunalförordningar trädde i kraft 1863 bildade Skellefteå socken och Skellefteå stad, ovanligt nog, inte varsin kommun, eftersom man staden och socknen emellan inte kunde komma överens om villkoren. Istället utgjorde de en gemensam Skellefteå kommun, och delades först 1881 upp i Skellefteå landskommun och Skellefteå stad.
I kyrkligt avseende var landskommunen och staden dock fortsatt förenade i Skellefteå församling ända fram till 1913, då den delades i Skellefteå landsförsamling och Skellefteå stadsförsamling. 
1875 bröts den norra delen av kommunen ut för att bilda Byske landskommun, och 1914 bröts sedan den södra delen av kommunen ut för att bilda Bureå landskommun.
Den 20 april 1897 inrättades Norrböle municipalsamhälle, då stadsstadgor började gälla i Norrböle by, utan att den fullt ut organiserades som municipalsamhälle. 1916 överfördes Norrböle municipalsamhälle till Skellefteå stad.
Den 25 oktober 1935 inrättades Sunnanå municipalsamhälle för Sunnanå. Den 30 april 1937 inrättades ett andra municipalsamhälle inom kommunen, Skelleftestrands municipalsamhälle, och den 26 november samma år ett tredje, Kåge municipalsamhälle. 
Kommunreformen 1952 påverkade inte indelningarna i området, då varken Västerbottens eller Norrbottens län berördes av reformen.
1960 upphörde Sunnanå municipalsamhälle och uppgick i landskommunen, och 1965 även Kåge municipalsamhälle.
Som en del av nästa kommunreform bildades 1964 Skellefteå kommunblock, i vilket Skellefteå landskommun ingick. 1967 uppgick kommunen i Skellefteå stad, från 1971 kallad Skellefteå kommun, vilken fick sin nuvarande omfattning 1974 .

### Kyrklig tillhörighet
I kyrkligt hänseende tillhörde kommunen Skellefteå landsförsamling. 1933 tillkom Kågedalens församling och 1962 Bolidens församling genom utbrytningar.

## Kommunvapnet
Blasonering: Medelst en vågskura delat av silver, vari två bjälkvis ordnade röda rosor, och rött, vari två bjälkvis ordnade rosor av silver.
Detta vapen fastställdes av Kungl. Maj:t den 17 november 1944. Rosorna härrör från Skellefteå sockens sigill från 1722. Se artikeln om Skellefteå kommunvapen för mer information.

## Geografi
Skellefteå landskommun omfattade den 1 januari 1952 en areal av 1 338,39 km², varav 1 292,13 km² land.

### Tätorter i kommunen 1960
| Tätort             | Folkmängd |
| ------------------ | --------- |
| Skellefteå, del av | 4 970     |
| Boliden            | 2 732a    |
| Kåge               | 767       |
| Medle              | 649       |
| Ersmark            | 505       |
| Stämningsgården    | 473       |
| Kusmark            | 467       |
| Myckle             | 441       |
| Bergsbyn, del av   | 414       |
| Strömfors          | 352b      |
| Klutmark           | 219       |
| Örviken, del av    | 21        |

- Tätortena Skellefteå och Bergsbyn var delade mellan landskommunen och Skellefteå stad
- Örviken var delad mellan Bureå landskommun och Skellefteå landskommun

Tätortsgraden i kommunen var den 1 november 1960 56,9 procent.

## Politik

### Mandatfördelning i Skellefteå landskommun 1938-1962
| 18 | 5 | 7 | 10 |

| 40 |

| 17 | 7 | 7 | 9 |

| 39 |

|  | 17 | 10 | 7 | 5 |

| 39 |

| 21 | 7 | 7 | 5 |

| 39 |

| 20 | 8 | 5 | 7 |

| 40 |

| 18 | 10 | 5 | 7 |

| 39 |

| 20 | 10 | 5 | 5 |

| 38 |

### Mandatfördelning i Kåge municipalsamhälle 1962
| 12 | 2 | 2 | 4 |

| 18 |